# قليدين
قليدين قرية تتبع منطقة الغاب في محافظة حماة في سورية، تقع في شمال سهل الغاب. ينبع من القرية نبع قليدين الذي تروى منه زراعة القرية و9 قرى أخرى مجاورة لها.